# Västervik
Västervik è una cittadina della Svezia meridionale, capoluogo del comune omonimo, nella contea di Kalmar; nel 2005 aveva una popolazione di 20 694 abitanti, su un'area di 13,17 km².